# Атаксин 7
Атаксин 7 — белок, связанный с оливопонтоцеребеллярной атрофией 3-го типа (OPCA3) и спиноцеребеллярной атаксией 7-го типа (SCA7).